# Podział administracyjny Kościoła katolickiego w Portugalii
Podział administracyjny Kościoła katolickiego w Portugalii – obecnie na terenie Portugalii istnieją trzy metropolie, w skład których wchodzi: 3 archidiecezje i 17 diecezji. Ponadto istnieje ordynariat wojskowy.

## Metropolia lizbońska
- Patriarchat Lizbony
  - Diecezja Angra
  - Diecezja Funchal
  - Diecezja Guarda
  - Diecezja Leiria-Fátima
  - Diecezja Portalegre-Castelo Branco
  - Diecezja Santarém
  - Diecezja Setúbal

## Metropolia Bragi
- Archidiecezja Bragi
  - Diecezja Aveiro
  - Diecezja Bragança-Miranda
  - Diecezja Coimbra
  - Diecezja Lamego
  - Diecezja Porto
  - Diecezja Viana do Castelo
  - Diecezja Vila Real
  - Diecezja Viseu

## Metropolia Évory
- Archidiecezja Évory
  - Diecezja Beja
  - Diecezja Faro